# Agustín Gamarra
Agustín Gamarra (Cusco, 27 de Agosto de 1785 — Ingavi, 18 de Novembro de 1841) foi um político e presidente do Peru de 25 de Agosto de 1838 a 18 de Novembro de 1841.
Gamarra era um mestiço, sendo de ascendência mista espanhola e quíchua. Ele teve uma vida militar desde a infância, lutando contra as forças monarquistas. Ele então se juntou à causa da Independência como segundo em comando depois de Andrés de Santa Cruz. Ele também participou da Batalha de Ayacucho, e mais tarde foi nomeado Chefe de Estado. Em 1825, ele se casou com Francisca ('Pancha') Zubiaga y Bernales, que Simon Bolivar coroou quando ela estava prestes a colocar a coroa nele. Após a invasão da Bolívia em 1828, foi nomeado mariscal (marechal).
Após a derrota de José de la Mar na Gran Colômbia, Gamarra pediu sua derrubada e assumiu a presidência por um breve período depois de Antonio Gutiérrez de la Fuente. O tratado de paz com a Gran Colômbia também foi assinado durante o governo de Gamarra.

## Presidência do Peru

### Primeira Presidência
O governo de Gamarra seguiu crenças contrárias às de José de la Mar. Isso coincidiu com um grande movimento constitucionalista peruano; Gamarra pôs de lado a Constituição de 1828, à qual se opôs dadas as limitações que foram estabelecidas para o Poder Executivo.
Gamarra terminou, com grande esforço, seu primeiro governo constitucional. Ele tinha um caráter muito ativo que lhe permitiu sair de Lima para impedir rebeliões em várias partes do país. Nessas expedições, deixaria a presidência para Antonio Gutiérrez de la Fuente, que manifestou seu caráter autoritário e passou a receber a inimizade de outros governantes radicados em Lima.

### Peru e Bolívia: um e indivisível?
Outra ideia que obsedou Gamarra foi a anexação da Bolívia. Ele compartilhou essa ideia com Andrés de Santa Cruz. No entanto, enquanto a Bolívia não pensava na criação de um único Estado, Gamarra acreditava na incorporação do território boliviano a uma única nação peruana.

### Segunda Presidência e invasão da Bolívia
Em 1835, quando Orbegoso e Andrés Santa Cruz assinaram o tratado para estabelecer a Confederação Peru-Boliviana, Gamarra se opôs profundamente e participou de uma campanha para derrotá-lo com a ajuda do Chile. Isso levou à Batalha de Yungay e à derrubada de Santa Cruz. Gamarra foi então oficialmente nomeado presidente pelo congresso peruano.
Durante seu segundo governo, Gamarra enfrentou o desafio de pacificar o país em meio a várias subversões e ao mesmo tempo o início de uma guerra contra a Bolívia. Gamarra foi derrotado e morto pelas forças bolivianas durante a Batalha de Ingavi em 1841.